# Terrenoire
Pour les articles homonymes, voir Terrenoire (homonymie).
Terrenoire est une ancienne commune française de la Loire, détachée de Saint-Jean-Bonnefonds en 1866 et rattachée le 1er janvier 1970 à la ville de Saint-Étienne.

## Histoire

### Antiquité
Terrenoire se situe sur l'ancienne via romipedum reliant Lyon et Le Puy-en-Velay. Le nom de Terra Nigra apparaît dans les textes en 1255. 
Terrenoire a peut-être connu l'occupation romaine. C'est en tous cas ce que laisserait penser la découverte au XIXe siècle, des vestiges d'une briqueterie romaine près du Janon et deux bornes milliaires retrouvées aux lieux-dits l'Etrat-sous-Gillière (près de la gare) et Pavillon blanc. Une capture des eaux du Janon et du Langonand afin d'alimenter l'aqueduc du Gier aurait potentiellement pu être réalisée dans le secteur, au niveau des Quatre-Aigues où auraient été retrouvées au XIXe siècle les traces de conduites en pierre.

### Époque contemporaine

#### La révolution industrielle
L'histoire industrielle de Terrenoire commence en 1816, date où l'ingénieur De Gallois forme le projet de créer des hauts fourneaux et une forge à l'anglaise. L'endroit combine deux avantages pour cette activité : la présence de charbon avec du minerai de fer et la ligne de partage des eaux permettant des livraisons à la fois sur la Loire et sur le Rhône. En 1822, les premiers hauts fourneaux sont mis à feu mais la Compagnie des Mines de fer, dirigée par De Gallois, rencontre de nombreuses difficultés et fait rapidement faillite. Les terrains sont alors loués jusqu'en 1863, date à laquelle une aciérie Bessemer y est installée avec des fours Martin. Cette installation devient la plus grande entreprise métallurgique française jusqu'en 1888, où la concurrence de celles de l'Est et du Nord conduisent encore une fois le site à la faillite.
Parallèlement, la Société anonyme des Fonderies et forges de la Loire et de l’Isère s'établit à côté, avec un haut fourneau à coke. Elle est dirigée par Louis Frèrejean, concessionnaire des mines de fer de la Voulte, Henri Roux, exploitant de mines à Côte-Thiollière, et le baron de Blumenstein, dont la famille est concessionnaire depuis 1717 de diverses mines de plomb en Ardèche. Localement, François Verpilleux en est le directeur ; les ouvriers, principalement anglais, sont une soixantaine en 1838 et sont logés sur place.
En 1827, une chapelle est construite sur les hauteurs de Terrenoire pour répondre aux besoins d'une population croissante. Aujourd'hui disparue, son emplacement peut cependant être déterminé sur le côté nord de l'actuelle rue Jules Ferry, d'après les nombreuses descriptions et vues du bâtiment.

#### L'importance du rail
Dès 1830, le percement du tunnel sous la ligne de partage des eaux entre le Pont-de-l'Âne et Terrenoire amène la nouvelle voie ferrée reliant Saint-Étienne à Lyon à proximité immédiate du village. L'implantation de la gare ferroviaire favorise alors le développement des hauts fourneaux (Compagnie des Forges et Aciéries de Terrenoire, premières forges à l'anglaise de France). Le déplacement des populations est également favorisé, que ce soit localement ou plus internationalement avec l'arrivée de populations étrangères.
En 1871, un viaduc est construit au-dessus du Janon pour relier les usines au reste des voies, amenant la Compagnie à être propriétaire de 23 km de rail.
En 1882, une ligne de tramway est aussi ouverte au public.

#### Création de la commune de Terrenoire, industrialisation et démographie
Le déséquilibre démographique grandissant entre Terrenoire et le reste de la municipalité de Saint-Jean-Bonnefonds ainsi que la pression des maîtres de forges aboutissent en 1866, par décret impérial, à la création de la commune de Terrenoire et à la construction de l'actuelle mairie. La Commune a alors une superficie de 2 438 ha. C’est alors un village proche de la ville de  Saint-Étienne, fortement industrialisé avec de grandes industries du XIXe siècle comme les forges, et composé de maisons bourgeoises et d’habitations d'ouvriers.

Vers 1860, Terrenoire est le premier pôle sidérurgique du sud de la France, produisant environ 40 000 tonnes de fer et de rails par an.

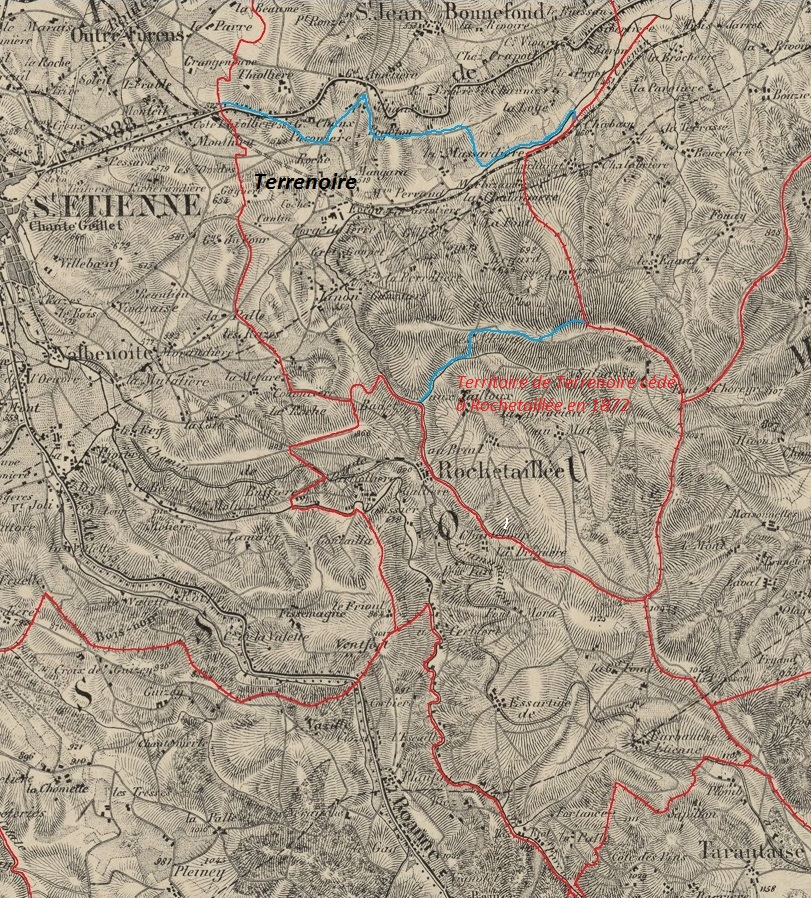
La commune de Terrenoire et sa topographie.

En 1872, soit six ans après la création de la commune de Terrenoire, toute la partie sud de la commune, englobant les Adrets, le Tailloux, la Bréacière, le Breuil, Salvaris et tout le bassin versant du ruisseau des Quatre-Aigues ainsi que la rive droite du ruisseau des Echenaux à partir de sa source, pour un total  de 959 ha, est transférée de la commune de Terrenoire à la commune de Rochetaillée. La superficie de la commune est donc amputée de 39 %, passant de 2438 ha à 1479 ha.
En 1883, la commune produit 50 000 tonnes d'acier dont 30 000 tonnes de rail.
La ville est dépendante de l'industrie sur beaucoup d'aspects. De 1866 à 1885, le maire de la ville nouvellement créée est le directeur de l'usine, Mr Jules Euverte. Par ailleurs, de nombreux lieux, comme les écoles, les places et le cimetière, restent longtemps propriété des usines. La population, travaillant en majorité dans les usines, voit son nombre augmenter et diminuer au gré de la bonne santé des industries. En 1866 à la création de la commune, 86 % des 4 810 Terranéens sont des travailleurs industriels ; en 1876 la ville est passée à 6 400 habitants mais perd environ 40 % d'entre eux après la faillite de 1889, réduisant son nombre à 3 929 en 1896.

Terrenoire reste indépendante un petit siècle : le 1er janvier 1970 elle fusionne avec la ville de Saint-Étienne.

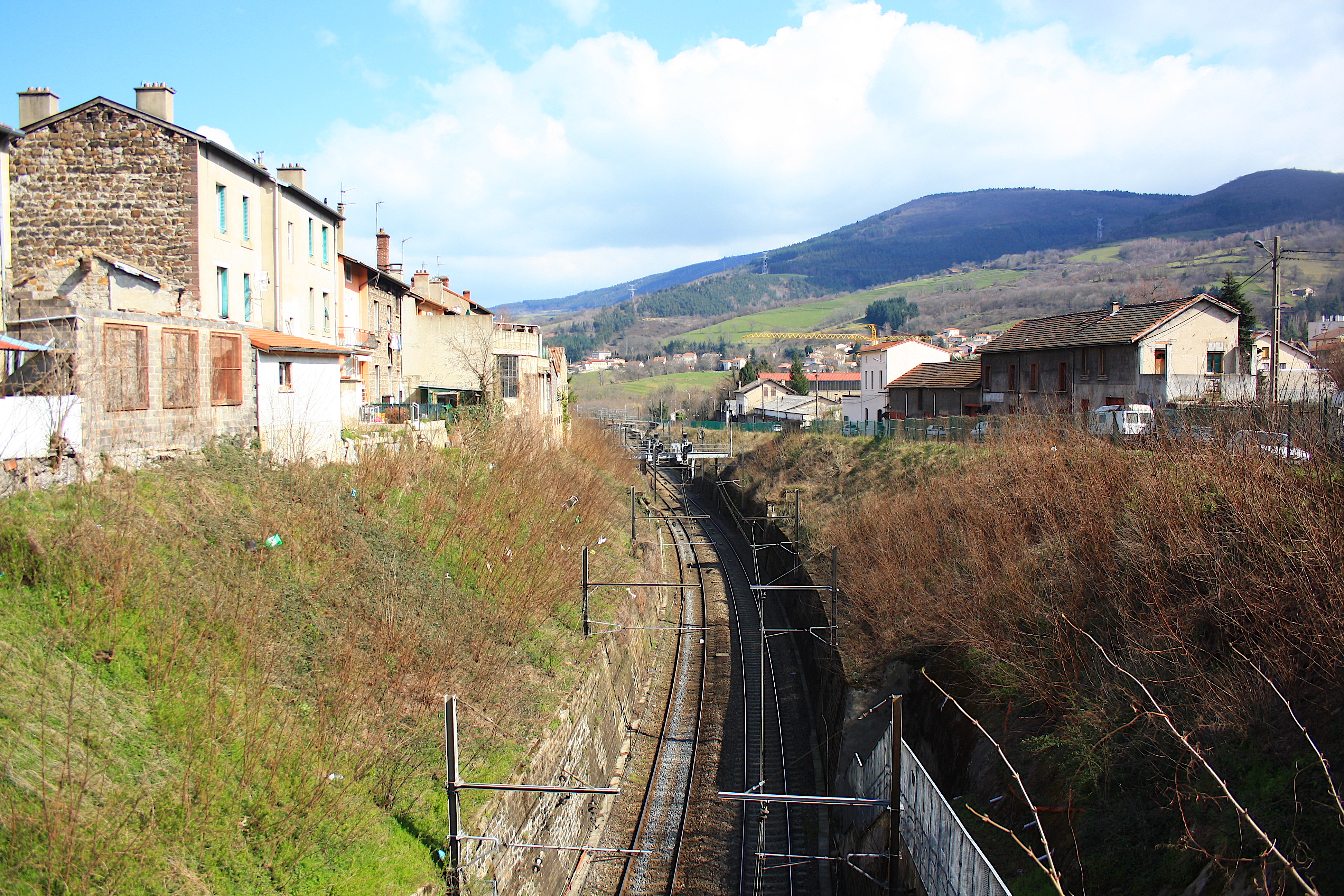
Vue sur le rail en direction de Saint-Chamond avec le Pilat sur la droite.

#### Le XXesiècle
Restant principalement ouvrière, la ville de Terrenoire voit ses activités professionnelles se diversifier dès le début du XXe siècle, faisant repartir en hausse la population.
Les professions libérales se développent, de plus en plus de commerçants s'installent dans les rues principales. Le domaine industriel reste toutefois le premier employeur, mais regroupant de nombreuses petites usines dont l'activité est multiple. L'activité minière reste présente avec les Houillères de Saint-Étienne, mais apparaissent également les industries métallurgiques et de quincaillerie.
Du côté du bassin de Janon, l'usine Martouret, construite en 1900, se délocalise dans les années 1990 ; elle laisse un héritage dans Terrenoire, la rue Guillaume Martouret, dans le lotissement construit sur les ruines du plateau des Forges. L'usine de clous Eenberg elle aussi s'implante de 1900 à 1925 sur le flanc nord-ouest du bassin de Janon et laisse place ensuite, de 1925 à la fin des années 1990, à la Société Moderne d'Étirage. La Manufacture des Ressorts est, elle, active de 1911 à 2011, entre l'actuelle avenue du Pilat et le bassin de Janon.
Sur le territoire du centre et en direction de Lyon, la Manufacture française des Fourches est en activité de 1911 à 1991 dans l'ancienne halle Bessemer, longeant le début de l'actuelle rue Louis Destre. Juste à côté, longeant le début de la rue de Lyon, la chaudronnerie Desfontaine et Cie reprend la place des fours Martin de 1898 à 1998, date où les bâtiments sont rachetés par la Société Traitement Thermique de Terrenoire encore en activité en 2017. Sur le prolongement de la rue de Lyon, deux autres industries voient le jour : l'imprimeur sur ruban Neyret, de 1890 à 1970 et dont les locaux sont aujourd'hui détruits, et la Manufacture des lits et sommiers métalliques Léon Beaud, ouverte en 1914. Enfin, sur le bord sud de l'actuelle place Vial, la parfumerie Thomas et Guinamand ouvre en 1911 et est toujours en activité en 2017, sous le nouveau nom de Claude Gallien.
Des passementeries s'ouvrent aussi avec celle de Darnon sur la route en direction de Rochetaillée, dont les locaux sont détruits dans les années 2000, et celle de Garret.
À la fin des années 1990, Terrenoire devient un quartier en contrat urbain de cohésion sociale, en raison d'une importante exclusion sociale de la population. En 2015, il devient un quartier prioritaire en remplacement du contrat, avec 1 394 habitants pour un taux de pauvreté de 40 %.

## Lieux et monuments

### Marqueurs de l'ancienne condition ouvrière et industrielle
- Le bassin de Janon :

Sa construction aurait eu lieu de 1850 à 1860 mais un journal d'élève de l'École des Mines en fait déjà une description dans son journal daté de 1840. Il est d’abord créé comme une réserve d’eau pour l’alimentation des industries jusqu’en 1937, date où la mairie décide de l'aménager en plan d'eau pour la baignade et pour des fêtes nautiques avec des concours de joute ; la natation est pourtant interdite en 1940 pour cause de pollution du bassin. Aujourd’hui le bassin a été repris par la fédération de pêche.
- La place Aristide Briand : initialement appelée « place des Forges », son organisation spatiale se met en place dans les années 1840, notamment avec la construction de deux grands bâtiments encore en place bordant ses côtés est et nord, toujours en place en 2017. Au XIXe siècle, ces bâtiments forment probablement la caserne de logements des ouvriers bordant, les bureaux de l'usine et l'école[3].

- La halle des fours Martin : l'un des derniers témoins de ces fours, avec son pignon daté de 1874[2]

- La gare de Terrenoire : une gare ferroviaire dessert Terrenoire au XIXe siècle, citée dès 1833[12]. La gare n'est aujourd'hui plus en service et, quoique le quai reste encore visible en 2017, les bâtiments ont tous été détruits.

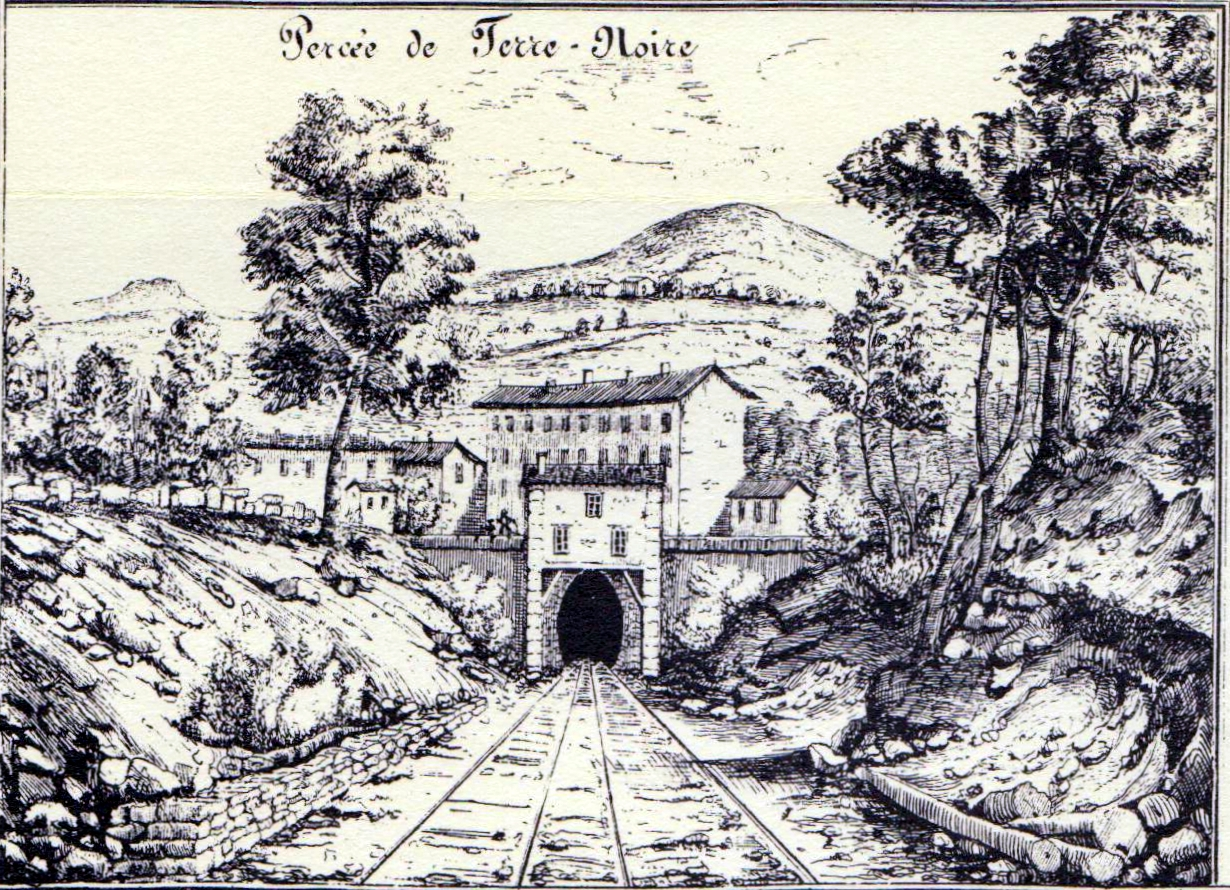
Tunnel ferroviaire de Terrenoire (NB : l'auteur a pris des libertés avec la réalité : à l'origine, le tunnel de Terrenoire est à voie unique)

- Le stade de Janon : les différentes usines de Terrenoire avaient chacune leurs équipes de football. Les ouvriers ainsi que leurs dirigeants ont donc demandé la construction d'un stade municipal. Il fut achevé en 1960[13]. En 2010, un nouveau terrain synthétique y a été inauguré[14].

### Vie culturelle
- Le parc du château de la Perrotière[15],[16],[17] : il est construit à la fin du XVIIIe siècle par la famille Flachat qui y appose ses armoiries puis connu en tant que « Clos de Putheau » du nom de l'un des propriétaires suivants. Il s'agit d'une grande maison de maître avec une tour sur son angle nord, entourée d'un parc de 17 hectares et accompagnée de la maison de gardien face au portail ainsi que d'une chapelle aujourd'hui détruite. Le parc a fait l'objet de plusieurs projets au XXe siècle tels qu'une école de cadres, un hôtel de luxe et une réserve de chasse, mais qui n'ont jamais abouti ; la ville de Saint-Étienne l'acquiert en 1970 et le transforme en centre de loisirs en 1973.

- La place du Pilat
- La colline du Bois d'Avaize : bois au cœur de la ville, à l'extrémité du parc naturel régional du Pilat ; il a été aménagé en circuits thématiques sur la géologie et la flore. Il fut le théâtre d'une importante exploitation de charbon.
- Le mur peint : rue du Château, Jérome Géraci a peint le mur d'enceinte de sa propriété en avril 2011, en s'inspirant des merveilles du monde[18].
- Le tramway : une ligne de tram reliait Terrenoire à la place du Peuple à Saint-Étienne de 1892 à 1951. En 1939 le tram a déraillé pour rentrer dans la Pharmacie Régionale de Terrenoire[19].

### Vie religieuse
- L'église : sa construction débute en 1897 pour remplacer la chapelle construite en 1825 dont l'état est passablement détérioré. À cause de retard dans les travaux, l'église n'est terminée qu'en 1928 et bénie par M. Delay, auxiliaire du cardinal Maurin le 21 décembre 1930[20].

- L'orgue de l'église :

Construit vers 1846 par les facteurs Hippolyte-César Beaucourt et Jean-Melchior Voegeli de Lyon, donc avant la construction de l'église elle-même. On ignore sa destination initiale. Cet instrument est classé au titre des Monuments Historiques depuis 1987, Ses sonorités sont belles, il nous est parvenu sans modification irréversible et il est le témoin d'une esthétique de transition. Sa restauration a été effectuée en 2018.

## Personnalités
- Antonin Ponchon (1885-1965), peintre français né à Terrenoire.
- Gérard Farison (1944-2021) : né à Terrenoire, ancien footballeur qui a joué à l'AS Saint-Étienne, ainsi qu'en équipe de France de football.
- Antoine Geraci (1953-) : écrivain français à Terrenoire. Il est également auteur, compositeur, interprète, chef d'entreprise et coéditeur.
- Christiane Lillio (1950-) : Miss France 1968, a grandi à Terrenoire à partir de 1958.
- Terrenoire : groupe de musique pop electro, formé en 2018 par les frères Théo et Raphaël Herrerias[21].

## Chronologie: dates importantes entre 1817 et 1970
- 1817 : Premier haut fourneau situé à Janon construit par M. Gabriel De Gallois La Chapelle.
- 1821 : Construction d’une forge par MM. Frèrejean et Roux.
- 1821-1823 : Construction de 2 hauts fourneaux  par M. De Gallois Lachapelle.
- 1823-1830 : La Compagnie des Mines de fer de Saint-Étienne détient la concession qui est appelée « l’usine » par les Terranéens.
- 1830 : Ouverture de la voie de chemin de fer Saint-Étienne - Lyon.
- 1832 : Inauguration du tunnel de Terrenoire ; construction des premières écoles primaires à Terrenoire.
- 1850 : Construction du bassin de Janon faisant 50 000 m3.
- 1855-1857 : Reconstruction du tunnel à 2 voies.
- 1866 : Terre-Noire devient une commune de 2 438 hectares.
- 1872 : La commune de Rochetaillée prend 959 hectares de Terrenoire, qui passe ainsi à 1 479 ha.
- 1890 : Construction de nouvelles écoles primaires et publiques à Janon et à La Chataignière.
- 1897 : Construction de la nouvelle église.
- 1910 : Création d’entreprises.
- 1922 : Création de la chanson de Terrenoire.
- 1923 : Construction d’une nouvelle gare, qui sera détruite dans les années 1990.
- 1929 : Rajout d’un clocher et d’un tympan à l’église.
- 1933 : Fermeture du puits de la Massardière, dernier puits en activité à Terrenoire.
- 1937 : Baignade autorisée au bassin de Janon.
- 1954 : Phase de croissance démographique: de 6 314 habitants en 1954, la population atteindra 8 365 habitants en 1968.
- 1960 : Création du quartier de Maugara.
- 1962 : Création du quartier de la Perrotière.
- 1963 : Couverture du Janon.
- 1970 : 1er janvier : fusion de Terrenoire avec Saint-Étienne[6].

## Population de Terrenoire aux recensements
| Année | Population recensée |
| ----- | ------------------- |
| 1866  | 4 840               |
| 1872  | 5 507               |
| 1876  | 6 376               |
| 1881  | 6 415               |
| 1886  | 6 489               |
| 1891  | 4 944               |
| 1896  | 3 929               |
| 1901  | 5 264               |
| 1911  | 5 356               |
| 1921  | 6 108               |
| 1931  | 6 528               |
| 1936  | 5 781               |
| 1946  | 5 859               |
| 1954  | 6 314               |
| 1962  | 7 590               |
| 1968  | 8 365               |